# Grünau im Almtal
Grünau im Almtal  ist eine Gemeinde in Oberösterreich im Bezirk Gmunden im Traunviertel mit 2030 Einwohnern (Stand 1. Jänner 2025).

## Geografie
Grünau im Almtal liegt auf einer Höhe von 528 m ü. A. im Salzkammergut (Traunviertel). Die Ausdehnung beträgt von Nord nach Süd 18,2 km, von West nach Ost 21,3 km. Die Gesamtfläche beträgt 230 km², damit ist Grünau die größte Gemeinde Oberösterreichs. 74,5 % der Fläche sind bewaldet. Neben dem Almsee im Süden des Gemeindegebietes, liegen nordöstlich davon der Kleine und der Große Ödsee im Hetzautal, einem Seitental des Almtals. Südlich der Seen überragt der Große Priel, der höchste Gipfel des Toten Gebirges die kalkweiße Gebirgskette. Das Gemeindegebiet wird in Süd-Nord-Richtung von der Alm durchflossen, die den Abfluss des Almsees bildet. Bedeutende Zuflüsse im Gemeindegebiet sind der Straneggbach aus der Hetzau und der Grünaubach.

### Gemeindegliederung
Es gibt nur die Katastralgemeinde Grünau und Ortschaft Grünau im Almtal. Dazu gehören neben dem Dorf Grünau etwa zwei Dutzend Weiler und Rotten, einige Streusiedlungen und etliche Gehöfte, sowie Berghütten.
Die Gemeinde liegt im Gerichtsbezirk Gmunden.

### Nachbargemeinden
Die einzige Gemeinde, durch die Grünau durch das Almtal und auch verkehrstechnisch verbunden ist, ist Scharnstein  im Norden. Außerdem grenzt Grünauer Gemeindegebiet noch an die zur Region Traunsee gehörenden Gemeinden Ebensee und Gmunden, an die Steyrtal-Gemeinden Steinbach, Micheldorf, Klaus und Hinterstoder, sowie an die Gemeinden Altaussee und Grundlsee im Steirischen Salzkammergut.
| Gmunden                        | Scharnstein                                 | Steinbach am Ziehberg (Bez. Kirchdorf a.d.K.) Micheldorf (Bez. Kirchdorf a.d.K.) |
| Ebensee                        | Kompassrose, die auf Nachbargemeinden zeigt | Klaus an der Pyhrnbahn (Bez. Kirchdorf a.d.K.)                                   |
| Altaussee (Bez. Liezen, Stmk.) | Grundlsee (Bez. Liezen, Stmk.)              | Hinterstoder (Bez. Kirchdorf a.d.K.)                                             |

## Geschichte
Mit der Gründung des Benediktinerstiftes Kremsmünster durch Herzog Tassilo III. 777 wird allmählich auch die Landschaft an der Alm in den Blickpunkt der Geschichte gerückt. Als das Stift im 10. Jahrhundert durch die Ungarneinfälle schwer in Mitleidenschaft gezogen wird, verliert es auch die Gegend am Almsee. Im Jahr 992 stellt nämlich Graf Arnold von Lambach dem Stift unter anderem die Fischerei im Almsee sowie die Weiden am Kasberg zurück. Nach den Ungarnstürmen gründete ein Nachkomme dieses Grafen, der heilige Adalbero, 1056 das Stift Lambach. Er hatte das Gebiet um Grünau geerbt und machte es mit seinen Mönchen urbar.
Im Jahr 1160 erscheint erstmals der Name Gruona. Kremsmünster ließ nichts unversucht, das verlorengegangene Gebiet zurückzugewinnen. Der Pfarrzehent aus Grünau fiel 1224 an Lambach.
Dieser Umstand lässt auf das Bestehen einer Kirche, vielleicht sogar schon einer eigenen Pfarre Grünau um 1250 schließen. Die erste Kirche von Grünau war dem heiligen Kilian, dem Bischof von Würzburg und Lambacher Stiftspatron, geweiht.
1418 ging Grünau durch Tausch von Lambach an Reinprecht II. von Walsee über, den Besitzer der Herrschaft Scharnstein. Die Kirche ist seither dem heiligen Jakobus dem Älteren geweiht. Patronat und Vogtei waren seitdem an Scharnstein gebunden. Die Selbständigkeit der Pfarre wurde während der nächsten Zeit geschmälert, weil sie die Scharnsteiner Schlosskapläne geistlich nur mitbetreuten.
Erst nach dem Aussterben der Walseer (1483) erlangte die Pfarre ihre Selbständigkeit zurück. Das Besetzungsrecht blieb freilich weiterhin in der Herrschaft Scharnsteins bis zum Sturz der Jörger im Jahre 1620. Bereits im Jahre 1625 erwarb das Stift Kremsmünster die Herrschaft Scharnstein und damit auch die Grundobrigkeit über die Pfarre Grünau. Auf Wunsch der Pfarrangehörigen wurde Grünau 1964 dem Kremsmünsterer Seelsorgebereich eingegliedert. Bis heute wird Grünau vom Stift Kremsmünster betreut.
Grünau gehörte im Laufe der Neuzeit dann zu folgenden Grundherren: Starhemberger, Jörger, Kaiser Maximilian I., Fernberger sowie das Stift Kremsmünster.
Während der Napoleonischen Kriege war der Ort mehrfach besetzt. Nach 1866 wurde der Ort zum Exil des Welfenherzogs König Georg V. von Hannover.

### Einwohnerentwicklung
1991 hatte die Gemeinde laut Volkszählung 2.137 Einwohner, bis 2001 sank die Bevölkerungszahl auf 2.115 ab. Ende 2017 konnte die Gemeinde 2.073 Einwohner vorweisen. Im folgenden Jahr (2018) sank die Einwohnerzahl weiter auf 2.064. Der Rückgang seit 1991 ist auf eine negative Wanderungsbilanz zurückzuführen, die Geburtenbilanz ist weiterhin positiv.
| Grünau im Almtal: Einwohnerzahlen von 1869 bis 2024 | Grünau im Almtal: Einwohnerzahlen von 1869 bis 2024 | Grünau im Almtal: Einwohnerzahlen von 1869 bis 2024 | Grünau im Almtal: Einwohnerzahlen von 1869 bis 2024 | Grünau im Almtal: Einwohnerzahlen von 1869 bis 2024 |
| --------------------------------------------------- | --------------------------------------------------- | --------------------------------------------------- | --------------------------------------------------- | --------------------------------------------------- |
| Jahr                                                |                                                     |                                                     |                                                     | Einwohner                                           |
| 1869                                                | 1869                                                |                                                     | 1.662                                               | 1.662                                               |
| 1880                                                | 1880                                                |                                                     | 1.669                                               | 1.669                                               |
| 1890                                                | 1890                                                |                                                     | 1.821                                               | 1.821                                               |
| 1900                                                | 1900                                                |                                                     | 1.886                                               | 1.886                                               |
| 1910                                                | 1910                                                |                                                     | 1.956                                               | 1.956                                               |
| 1923                                                | 1923                                                |                                                     | 1.909                                               | 1.909                                               |
| 1934                                                | 1934                                                |                                                     | 2.203                                               | 2.203                                               |
| 1939                                                | 1939                                                |                                                     | 2.088                                               | 2.088                                               |
| 1951                                                | 1951                                                |                                                     | 2.308                                               | 2.308                                               |
| 1961                                                | 1961                                                |                                                     | 2.207                                               | 2.207                                               |
| 1971                                                | 1971                                                |                                                     | 2.157                                               | 2.157                                               |
| 1981                                                | 1981                                                |                                                     | 2.110                                               | 2.110                                               |
| 1991                                                | 1991                                                |                                                     | 2.137                                               | 2.137                                               |
| 2001                                                | 2001                                                |                                                     | 2.111                                               | 2.111                                               |
| 2011                                                | 2011                                                |                                                     | 2.101                                               | 2.101                                               |
| 2021                                                | 2021                                                |                                                     | 2.041                                               | 2.041                                               |
| 2024                                                | 2024                                                |                                                     | 2.036                                               | 2.036                                               |
| Quelle(n): Statistik Austria                        |                                                     |                                                     |                                                     |                                                     |

## Namenskunde
Der Name ist anfänglich der Name des heutigen Grünaubaches, der althochdeutsch Gruonaha mit ahd. aha 'Ache' und dem Farbadjektiv 'grün' hieß und seit 1212 mit dem Namen des von ihr durchflossenen Gebietes mittelhochdeutsch Grüenouwe 'grüne Au', vielleicht als Klammerform Grün-(ach)au, lange Zeit wechselt. Dialektal heißt der Ort heute noch Greana, was bei Erstbetonung zur Abschwächung beider Formen zu -a führte, so dass die Alternativschreibungen Grüenach und Grüenau lange fortbestehen konnten, ehe sich schließlich im 18. Jahrhundert die letztere Form durchsetzte.

## Hauptort der Gemeinde: Dorf Grünau im Almtal
Gemeindehauptort ist das Dorf Grünau im Almtal.
Der Ort liegt etwa 35 Kilometer südlich von Wels und 15 Kilometer südöstlich von Gmunden, knapp an der nordwestlichen Gemeindegrenze. Er erstreckt sich an der Einmündung des Grünaubachs in die Alm, auf um die 530 m ü. A. Höhe.
Die Ortslage Grünau und Schindlbachstraße in direkter Umgebung – der Zählsprengel Grünau-Zentralgebiet – umfasst etwa 320 Gebäude mit etwa 900 Einwohnern, das ist etwas weniger als die Hälfte der gesamten Gemeinde. Ortschaft und Katastralgemeinde Grünau umfassen aber die gesamte Gemeinde.
Im Norden erheben sich Windhagkogel (1334 m ü. A.) und Hochsalm (1405 m ü. A.), im Westen der Zwillingskogel (1402 m ü. A.), im Südosten der Hausberg Zuckerhut (902 m ü. A.) und der Hochberg (Farrenaubühel, 1287 m ü. A.). Die Berge gehören alle zu den Kalkvoralpen (Salzkammergut-Voralpen bzw. Oberösterreichische Voralpen).
| Scharten    |                                             | Wändt       |
| Wiesleithen | Kompassrose, die auf Nachbargemeinden zeigt | In der Lahn |
| Obere Höll  |                                             |             |

## Kultur und Sehenswürdigkeiten

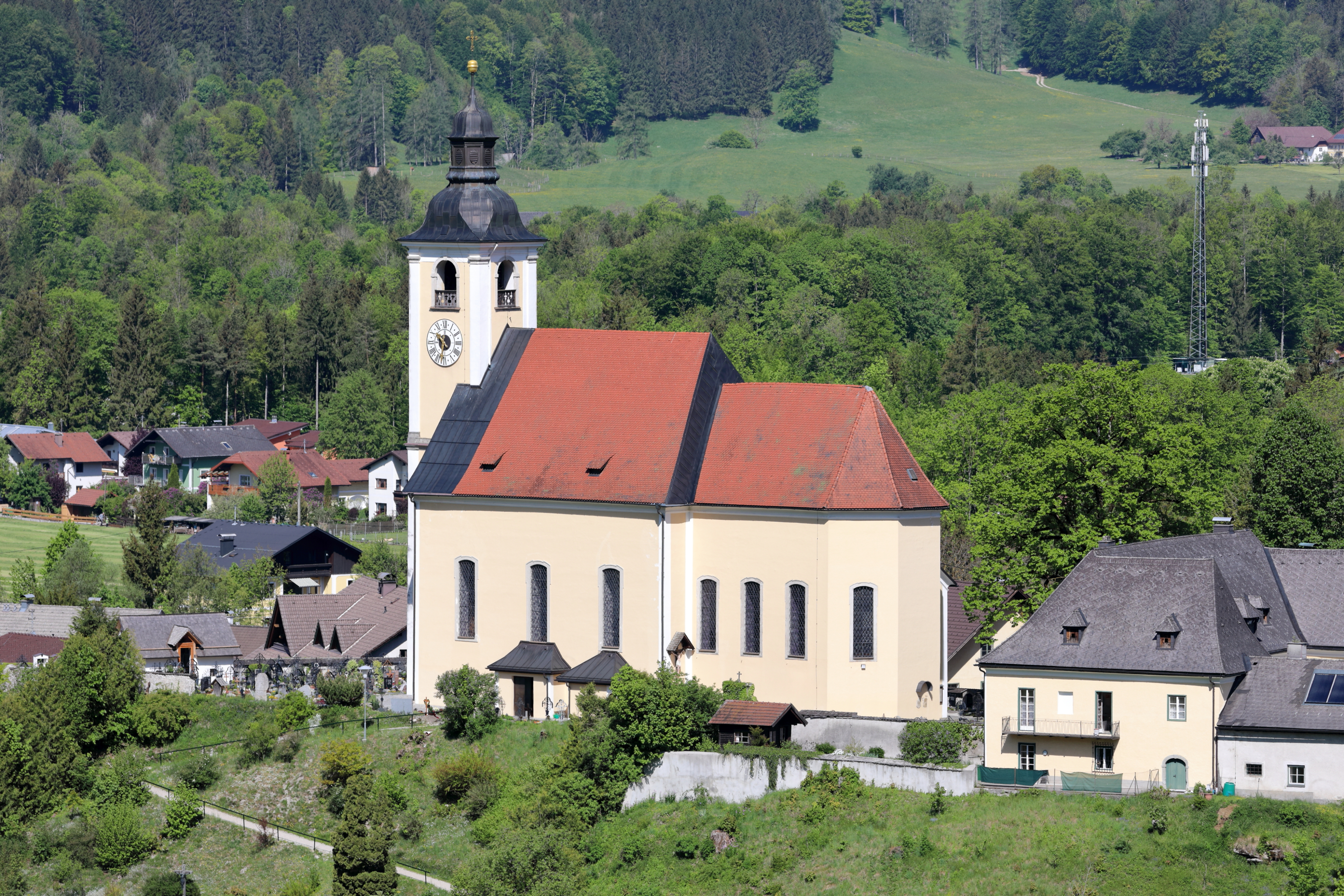
Pfarrkirche Grünau im Almtal

- Katholische Pfarrkirche Grünau im Almtal hl. Jakobus der Ältere: Zu den kulturellen Sehenswürdigkeiten zählt die barocke Pfarrkirche St. Jakobus der Ältere von 1695 mit ihrem Hochaltar, der von der Stiftskirche Kremsmünster stammt. Die Figurengruppe im oberen Teil des barocken Altares stammt von dem Nürnberger Renaissancebildhauer Hans Peisser (nachrichtlich bezeugt), einem Schüler oder Nachfolger des Veit Stoß, und wurde 1531 vollendet. Sie stellt Christus als Erlöser mit den Heiligen Benedikt und Agapitus dar und gehört zu den wenigen monumentalen Meisterwerken der Renaissance nördlich der Alpen.
- Natur: Landschaftlich hat Grünau sehr viel zu bieten. Zu den Hauptsehenswürdigkeiten zählen neben dem Almsee und dem umgebenden Landschaftsschutzgebiet mit seiner faszinierenden Tier- und Pflanzenwelt die Ödseen, der Cumberland Wildpark sowie die Kasbergalm.

### Regelmäßige Veranstaltungen
- Echoblasen: Von Ende Juni bis Anfang September findet jeden Mittwoch ein Echoblasen am Almsee statt, bei dem mit Blechinstrumenten mit dem natürlichen Echo musiziert wird.
- Bläserfest: Ein weiterer kultureller Höhepunkt ist das jährliche Bläserfest, an dem Bläsergruppen aus ganz Österreich teilnehmen.

## Wirtschaft und Infrastruktur
Die Wirtschaft ist geprägt vom zweisaisonalen Tourismus mit rund 138.000 Übernachtungen pro Jahr, sowie ferner von der Forstwirtschaft und Holzverarbeitung.
In Grünau im Almtal ist die Konrad Lorenz Forschungsstelle der Universität Wien ansässig.

### Verkehr
Grünau ist über die Almseestraße (L 549) erreichbar, die in Scharnstein von der Scharnsteiner Straße (B 120) abzweigt. Mit Gmunden und Wels gibt es eine Linienbus-Verbindung. Eine Busverbindung mit niedriger Frequenz verbindet Grünau mit dem Almsee (14 km).
Grünau ist der Endbahnhof der Almtal-Lokalbahn mit dem Ausgangspunkt Wels Hauptbahnhof.
| Vorherige Station | Almtalbahn R          | Nächste Station |
| ----------------- | --------------------- | --------------- |
| Traxenbichl Hst.  | Grünau im Almtal Bhf. | (Endstation)    |

## Politik
Der Gemeinderat hat 19 Mitglieder.

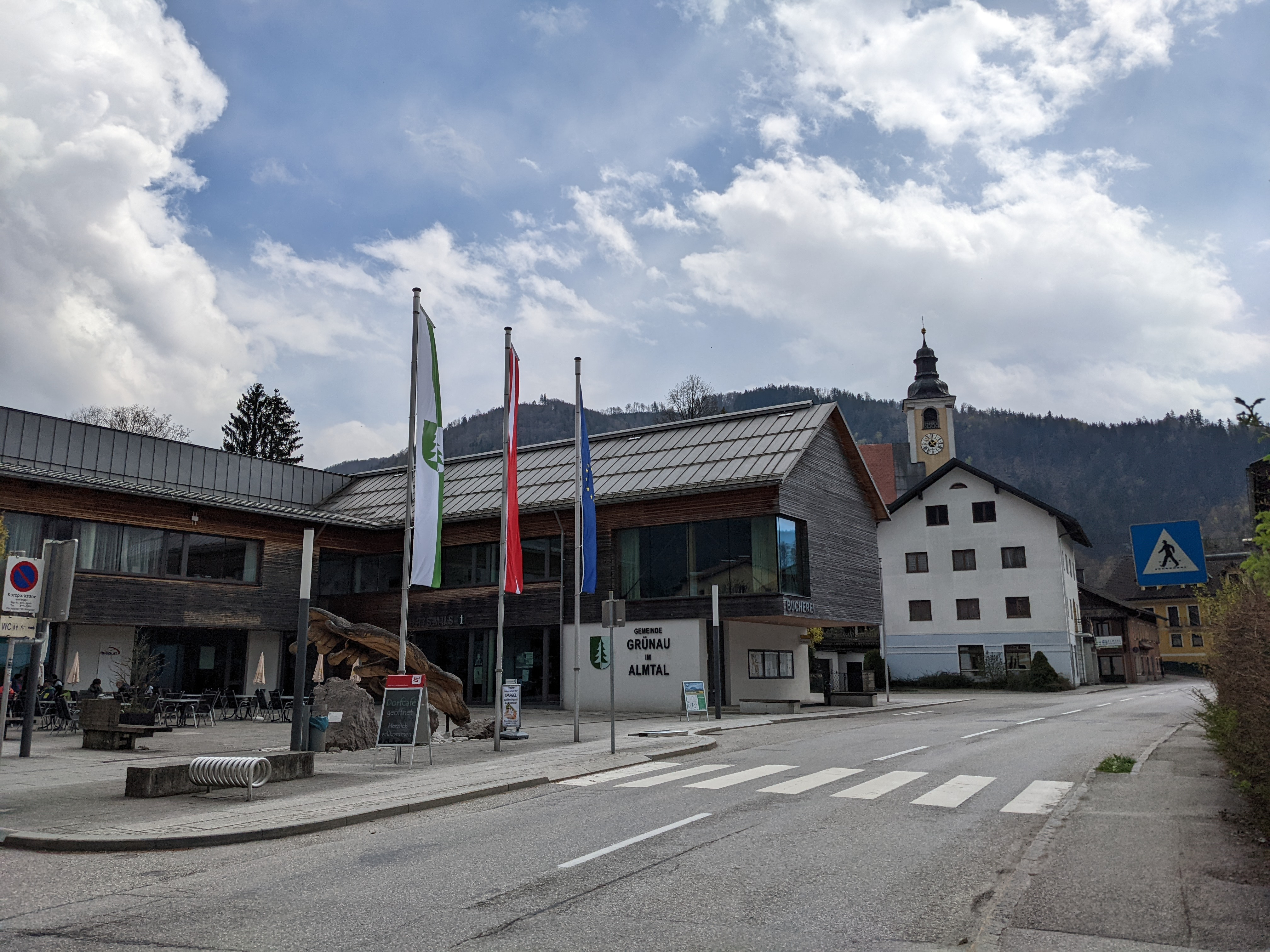
Gemeindeamt

- Mit den Gemeinderats- und Bürgermeisterwahlen in Oberösterreich 2003 hatte der Gemeinderat folgende Verteilung: 10 ÖVP, 10 SPÖ und 5 FPÖ. (25 Mandate)
- Mit den Gemeinderats- und Bürgermeisterwahlen in Oberösterreich 2009 hatte der Gemeinderat folgende Verteilung: 10 ÖVP, 9 SPÖ, 4 FPÖ und 2 GRÜNE. (25 Mandate)
- Mit den Gemeinderats- und Bürgermeisterwahlen in Oberösterreich 2015 hatte der Gemeinderat folgende Verteilung: 10 SPÖ, 7 ÖVP, 6 FPÖ und 2 GRÜNE. (25 Mandate)
- Mit den Gemeinderats- und Bürgermeisterwahlen in Oberösterreich 2021 hat der Gemeinderat folgende Verteilung: 8 SPÖ, 7 ÖVP und 4 FPÖ. (19 Mandate)[5][6]

### Bürgermeister
- bis 2017 Alois Weidinger (SPÖ)
- 2018–2021 Wolfgang Bammer (ÖVP)
- seit 2021 Klaus Kramesberger (SPÖ)

Alois Weidinger verunglückte bei einem Forstunfall am 30. Dezember 2017 tödlich.  Am 29. April 2018 fand eine Bürgermeisterwahl statt, bei der Wolfgang Josef Bammer (ÖVP) 35,08 Prozent der Stimmen erreichte, Zweiter wurde Klaus Kramesberger (SPÖ) mit 33,70 Prozent der Stimmen. Eine Stichwahl fand am 13. Mai 2018 statt, bei der Wolfgang Bammer (ÖVP) zum Bürgermeister gewählt wurde. Am 10. Oktober 2021 konnte sich Klaus Kramesberger (SPÖ) bei der Bürgermeisterstichwahl durchsetzten und ist seither Bürgermeister.

### Wappen
Beschreibung des Gemeindewappens:
Gespalten von Grün und Silber mit einem Nadelbaum in gewechselten Farben.
Die Gemeindefarben sind Weiß-Grün.
Der je zur Hälfte im Schneekleid des Winters bzw. im sommerlichen Grün dargestellte, den Wappenschild dominierende Nadelbaum spricht für den landschaftlichen Reichtum der Tourismusgemeinde mit dem Almtal und den unter Naturschutz stehenden Gewässern Almsee und Ödseen, dem Cumberland-Wildpark und Einrichtungen des zu allen Jahreszeiten prosperierenden Alpinismus.
Verliehen wurde das Wappen 1992.

### Regionalpolitik
Grünau wird schon seit den 1950ern zum Salzkammergut gerechnet und war seitens des Tourismusverbands Almtal Gründungsmitglied und Teilregion der gemeinsamen Salzkammergut Tourismus GmbH (2001). Über den Verein zur touristischen, wirtschaftlichen und ländlichen Entwicklung des Almtales – Verein Almtal „Vera“ (VERA) mit Beteiligung von Oberösterreich Tourismus sowie der Regionalmanagement OÖ. wurde jüngst die Zusammenarbeit mit den nördlichen Gemeinden intensiviert, und per 1. Jänner 2013 die Tourismusregion (mehrgemeindiger Tourismusverband, MTV) Almtal gegründet (erste Vollversammlung war 21. Jänner 2013 in Vorchdorf). Damit bildet Grünau das Ostende der Region Salzkammergut, die aber heute nach Norden noch gegen Wels hin ausgreift.
Seit 2008 ist Grünau auch Teil der Bergsteigerdörfer-Initiative des ÖAV.

## Persönlichkeiten

### Ehrenbürger der Gemeinde
- Ernst August von Hannover (* 1954), Ehrenbürger der Gemeinde
- 2011: Helmut Wittmann (* 1959), Märchenerzähler, arbeitet und lebt seit vielen Jahren mit seiner Familie in Grünau
- 2017: Christoph Eisl (* 1942), Pfarrer von Grünau im Almtal[17]

### Söhne und Töchter der Gemeinde
- Franz Grafinger (1859–1918), Holzhändler, Sägewerksbesitzer und Politiker, Mitglied des Abgeordnetenhauses 1900–1918[18]

### Personen mit Bezug zur Gemeinde
- Georg Pischitz (1861–1940), Eisenbahner, Abgeordneter zum Landtag, Abgeordneter zum Nationalrat und Bürgermeister von Grünau
- Konrad Lorenz (1903–1989), Mitbegründer der vergleichenden Verhaltensforschung, Nobelpreisträger, gründete und betrieb in Grünau die Konrad-Lorenz-Forschungsstelle (1974).
- Simone Stribl (* 1987), Journalistin und Fernsehmoderatorin
- Ernst August von Hannover (* 1954) ist häufig auf seinem Jagdschloss Hubertihaus innerhalb des Cumberland Wildparks im Ort zu Gast.
- Carl Hardtmuth, (1804–1881), Bleistiftfabrikant